# Ghisoni
Ghisoni (en cors Ghisoni) és un municipi francès, situat a la regió de Còrsega, al departament d'Alta Còrsega. L'any 1999 tenia 267 habitants. Limita amb Muracciole, Pietroso, Lugo-di-Nazza, Vezzani i Vivario.

## Demografia
| 1831  | 1901  | 1946  | 1982 | 1999 |
| ----- | ----- | ----- | ---- | ---- |
| 1.535 | 1.928 | 1.100 | 385  | 267  |

## Administració
| Període   | Identitat          | Partit | Qualitat |  |
| --------- | ------------------ | ------ | -------- |  |
| 1989-1993 | Thomas Delsanti    |        |          |  |
| 1993-2008 | Philippe Albertini |        |          |  |
| 2008-     | Marc Albertini     |        |          |  |